# Olenecamptus affinis
Olenecamptus affinis är en skalbaggsart som beskrevs av Stefan von Breuning 1936. Olenecamptus affinis ingår i släktet Olenecamptus och familjen långhorningar. Inga underarter finns listade i Catalogue of Life.